# Madison Grant
Madison Grant, född 19 november 1865 i New York, död 30 maj 1937 i New York, var en amerikansk advokat och naturvårdare, men är mest känd för sina arbeten inom eugenik. Grant bodde på Park Avenue på Manhattan och var ordförande i New York Zoological Society och medlem av styrelsen för American Museum of Natural History. 

## Verket
Madison Grant, författare till The Passing of the Great Race utgavs år 1916, i en tid då rasbiologin var en del av naturvetenskapen. Boken är en klassiker inom den rasistiska litteraturen, är ett utmärkt exempel på det patriciska arvet inom dåtida kultur uppfattning i början av 1900-talet.  Boken gjorde stort intryck på en ung tysk politiker som i ett brev riktat till författaren beskriver boken som "sin bibel". Beundrarbrevet är undertecknat Adolf Hitler som hade en tysk översättning av denna bok i sitt bibliotek. Under nationalismens gyllene dagar var dess talesmän ingalunda några okunniga utslagna, som kämpade för att hålla kvar det enda de hade, sin känsla av överlägsenhet genom sin ras, utan överklassmänniskor som hade ärvt världen och inte förstod villkoren för sitt arv. Under rasismens glansdagar hade de vita en episk historierevision där civilisationen själv, juvelen i den vita rasens krona, hotades från alla håll av barbariska horder. 
Hans verk är fyllt med halvsmälta vetenskapliga teorier, ekon från Darwin och Mendel anpassade för att stämma med hans egna syften samt teorier som han själv sammanställt just för den här boken men uttryckta med vetenskaplig inlevelse och säkerhet. "En korsning mellan en vit och en indian är en indian; en korsning mellan en vit och en neger är en neger; en korsning mellan någon av de tre vita europeiska raserna och en jude är en jude." Klassificeringen av "de tre europeiska raserna" var ett av Grants bidrag till vetenskapen. Här fanns den mörka och livliga medelhavsmänniskan, den tröga, bondska alpbefolkningen och den ljushåriga, ljushyade, intelligenta, aktiva, uppfinningsrika och ansvarskännande nordbon. Ordet "Nordic" blev polulärt under 1920-talet som beteckning för den högsta formen av den vita rasen. I New York erbjöd guiderna turer till Harlem "for Nordics".
Ärftlighetsforskningen i Mendels fotspår hade upptäckt fenomenet atavism; Grant förvandlade atavism till ett ständigt inträffande fenomen och rasmässigt spöke. Vissa raser, ansåg han, står närmare vårt djuriska förflutna, medan andra står längre från detta, och är mer högtstående, mer utvecklade. Mörka drag är alltid ett tecken på något primitivt, eftersom alla djur har mörka ögon. Hos människan är mörka ögon något äldre och mera ursprungligt än ljusa ögon. En bred näsa är mer forntida än en smal, lång örnnäsa. Mörkt hår är äldre än blont. Eftersom de mörka dragen är äldre och djupare rotade är det de som dominerar vid en rasblandning. 
Vart Grant än såg fann han att det var de lägre formerna som vann över de högre. Hur kunde detta vara möjligt om det var de mest livsdugliga som överlevde? Var då inte de ljushåriga, örnnästa och blåögda bättre, mera livsdugliga, än de mörkhåriga, mörkögda och brednästa? Grant lekte friskt med teorin om naturligt urval för att förklara detta. Livet självt, hävdade han, hade stupat utför. Lägre former var mera lämpade för det moderna livets hårda villkor än högre former som han själv, anglosaxiska personer, vilka han kallade "ursprungliga amerikaner", och som han trodde riskerade att bli utrotade om rasblandningen fortsatte. Att hålla rasen ren var det enda sättet att rädda den vita rasen. Om den beblandade sig med någon annan ras, var det den som drog det kortaste strået genetiskt, eftersom dess överlägsenhet var en ömtålig, senkommen blomma på evolutionens träd. Det lägre stående hade den genetiska makten att förstöra det som stod högre. 
Han tog verksam del i propagandan för införandet av immigrationsrestriktionerna 1924.